# Anna Leszczyńska
Anna Leszyńska (Trzebnica, 25 maggio 1699 – Zweibrücken, 20 giugno 1717) è stata una nobildonna polacca membro della famiglia Leszczyński.

## Biografia
Anna era la primogenita di Stanislao Leszczyński, che diventò re di Polonia nel 1704 e successivamente duca di Lorena, e di sua moglie, la contessa Caterina Opalińska. Fu chiamata in onore della nonna paterna, la principessa Anna Jabłonowska.
La sua unica sorella, Maria, nata nel 1703, diventò regina consorte di Francia come moglie di Luigi XV. Tra le sue due figlie, Anna sembra fosse la preferita di re Stanislao. Ricevette un'accurata educazione.
Anna morì di polmonite all'età di diciotto anni nel chiostro di Gräfinthal, nel distretto di Mandelbachtal a Saarpfalz-Kreis. Molti medici chiamati al suo capezzale da suo padre probabilmente accelerarono la sua morte, moltiplicando le purghe e il sanguinamento.
La sua morte devastò la famiglia Leszczyński, in particolare suo padre. Il re Stanislao chiese alla sua secondogenita Maria di non pronunciare mai più il nome di Anna in sua presenza ed ella osservò queste istruzioni così attentamente anche al cospetto di suo marito, il re Luigi XV, che anni dopo fu sorpreso di apprendere che aveva una sorella.